# Olympische Sommerspiele 1928/Rudern – Achter
Der Ruder-Achter der Männer bei den Olympischen Sommerspielen 1928 wurde vom 2. bis 10. August auf der Ringvaart des Haarlemmermeerpolders ausgetragen.

## Ergebnisse

### 1. Runde

#### Lauf 1
| Rang | Nation   | Athleten | Zeit       | Qualifiziert für |
| ---- | -------- | --- | ---------- | ---------------- |
| 1    | Kanada   | Frederick Hedges Frank Fiddes John Hand Herbert Richardson Jack Murdoch Athol Meech Edgar Norris William Ross John Donnelly (Steuermann)                            | 6:29,8 min | 2. Runde         |
| 2    | Dänemark | Svend Aage Grønvold Georg Sjøht Bernhardt Møller Sørensen Sigfred Sørensen Ernst Friborg Jensen Carl Schmidt Willy Sørensen Knud Olsen Harry Gregersen (Steuermann) | 6:35,6 min | Hoffnungslauf    |

#### Lauf 2
| Rang | Nation      | Athleten | Zeit       | Qualifiziert für |
| ---- | ----------- | --- | ---------- | ---------------- |
| 1    | Polen       | Otto Gordziałkowski Stanisław Urban Andrzej Sołtan-Pereświat Marian Wodziański Janusz Ślązak Wacław Michalski Józef Łaszewski Henryk Niezabitowski Jerzy Skolimowski (Steuermann) | 6:37,0 min | 2. Runde         |
| 2    | Niederlande | Daan Ferman Teun Beijnen Jan Huges Tjalling James Albert Ooiman Jaap Stenger Hans Kruyt Guus van Ditzhuyzen Koos Schouwenaar (Steuermann)                                         | 6:42,8 min | Hoffnungslauf    |

#### Lauf 3
| Rang | Nation          | Athleten | Zeit       | Qualifiziert für |
| ---- | --------------- | --- | ---------- | ---------------- |
| 1    | Deutsches Reich | Karl Aletter Ernst Gaber Wilhelm Reichert Erwin Hoffstätter Hermann Herbold Gustav Maier Robert Huber Hans Maier Fritz Bauer (Steuermann)                       | 6:33,0 min | 2. Runde         |
| 2    | Frankreich      | Joseph Vuillard Marius Berthet Louis Jeandet Édouard Jeandet Charles Massonnat François Thonin Joseph Berthet Marius Gervasoni Alphonse Margaillan (Steuermann) | 6:44,8 min | Hoffnungslauf    |

#### Lauf 4
| Rang | Nation             | Athleten | Zeit       | Qualifiziert für |
| ---- | ------------------ | --- | ---------- | ---------------- |
| 1    | Vereinigte Staaten | Marvin Stalder Jack Brinck Frank Frederick Bill Thompson William Dally James Workman Hubert Caldwell Peter Donlon Donald Blessing (Steuermann)   | 6:21,2 min |                  |
| 2    | Belgien            | Georges Anthony Marcel Roman Henri Micha Jean Jonlet Auguste Lambrecht Armand Lemaire Victor Denis René Macors Jacques Van Malderen (Steuermann) | 6:47,0 min |                  |

#### Lauf 5
| Rang | Nation         | Athleten | Zeit       | Qualifiziert für |
| ---- | -------------- | --- | ---------- | ---------------- |
| 1    | Großbritannien | Jamie Hamilton Guy Nickalls Felix Badcock Donald Gollan Harold Lane Gordon Killick Jack Beresford Harold West Arthur Sulley (Steuermann)                        | 6:22,0 min | 2. Runde         |
| 2    | Italien        | Medardo Lamberti Arturo Moroni Vittore Stocchi Guglielmo Carubbi Amilcare Canevari Medardo Galli Giulio Lamberti Benedetto Borella Angelo Polledri (Steuermann) | 6:24,6 min | Hoffnungslauf    |

#### Lauf 6
| Rang | Nation      | Athleten | Zeit       | Qualifiziert für |
| ---- | ----------- | --- | ---------- | ---------------- |
| 1    | Argentinien | Ernesto Black Pedro Brise Armin Meyer Lázaro Iturrieta Federico Probst Leonel Sutton Irving Bond Gustavo Lanusse Alberto Errecalde (Steuermann) | 7:10,0 min | 2. Runde         |

### Hoffnungsläufe 1. Runde

#### Hoffnungslauf 1
| Rang | Nation      | Athleten | Zeit       | Qualifiziert für |
| ---- | ----------- | --- | ---------- | ---------------- |
| 1    | Niederlande | Daan Ferman Teun Beijnen Jan Huges Tjalling James Albert Ooiman Jaap Stenger Hans Kruyt Guus van Ditzhuyzen Koos Schouwenaar (Steuermann)        | 6:47,4 min | 2. Runde         |
| 2    | Belgien     | Georges Anthony Marcel Roman Henri Micha Jean Jonlet Auguste Lambrecht Armand Lemaire Victor Denis René Macors Jacques Van Malderen (Steuermann) | 6:47,8 min |                  |

#### Hoffnungslauf 2
| Rang | Nation     | Athleten | Zeit       | Qualifiziert für |
| ---- | ---------- | --- | ---------- | ---------------- |
| 1    | Italien    | Medardo Lamberti Arturo Moroni Vittore Stocchi Guglielmo Carubbi Amilcare Canevari Medardo Galli Giulio Lamberti Benedetto Borella Angelo Polledri (Steuermann) | 6:37,8 min | 2. Runde         |
| 2    | Frankreich | Joseph Vuillard Marius Berthet Louis Jeandet Édouard Jeandet Charles Massonnat François Thonin Joseph Berthet Marius Gervasoni Alphonse Margaillan (Steuermann) | 6:50,8 min |                  |

#### Hoffnungslauf 3
| Rang | Nation   | Athleten | Zeit       | Qualifiziert für |
| ---- | -------- | --- | ---------- | ---------------- |
| 1    | Dänemark | Svend Aage Grønvold Georg Sjøht Bernhardt Møller Sørensen Sigfred Sørensen Ernst Friborg Jensen Carl Schmidt Willy Sørensen Knud Olsen Harry Gregersen (Steuermann) | 6:53,2 min | 2. Runde         |

### 2. Runde

#### Lauf 1
| Rang | Nation             | Athleten | Zeit       | Qualifiziert für |
| ---- | ------------------ | --- | ---------- | ---------------- |
| 1    | Vereinigte Staaten | Marvin Stalder Jack Brinck Frank Frederick Bill Thompson William Dally James Workman Hubert Caldwell Peter Donlon Donald Blessing (Steuermann)                      | 6:35,0 min | Viertelfinale    |
| 2    | Dänemark           | Svend Aage Grønvold Georg Sjøht Bernhardt Møller Sørensen Sigfred Sørensen Ernst Friborg Jensen Carl Schmidt Willy Sørensen Knud Olsen Harry Gregersen (Steuermann) | 6:48,4 min |                  |

#### Lauf 2
| Rang | Nation          | Athleten | Zeit       | Qualifiziert für |
| ---- | --------------- | --- | ---------- | ---------------- |
| 1    | Deutsches Reich | Karl Aletter Ernst Gaber Wilhelm Reichert Erwin Hoffstätter Hermann Herbold Gustav Maier Robert Huber Hans Maier Fritz Bauer (Steuermann)       | 6:31,6 min | Viertelfinale    |
| 2    | Argentinien     | Ernesto Black Pedro Brise Armin Meyer Lázaro Iturrieta Federico Probst Leonel Sutton Irving Bond Gustavo Lanusse Alberto Errecalde (Steuermann) | 6:53,4 min | Hoffnungslauf    |

#### Lauf 3
| Rang | Nation         | Athleten | Zeit       | Qualifiziert für |
| ---- | -------------- | --- | ---------- | ---------------- |
| 1    | Großbritannien | Jamie Hamilton Guy Nickalls Felix Badcock Donald Gollan Harold Lane Gordon Killick Jack Beresford Harold West Arthur Sulley (Steuermann)                                          | 6:30,6 min | Viertelfinale    |
| 2    | Polen          | Otto Gordziałkowski Stanisław Urban Andrzej Sołtan-Pereświat Marian Wodziański Janusz Ślązak Wacław Michalski Józef Łaszewski Henryk Niezabitowski Jerzy Skolimowski (Steuermann) | 6:43,2 min | Hoffnungslauf    |

#### Lauf 4
| Rang | Nation      | Athleten | Zeit       | Qualifiziert für |
| ---- | ----------- | --- | ---------- | ---------------- |
| 1    | Italien     | Medardo Lamberti Arturo Moroni Vittore Stocchi Guglielmo Carubbi Amilcare Canevari Medardo Galli Giulio Lamberti Benedetto Borella Angelo Polledri (Steuermann) | 6:54,0 min | Viertelfinale    |
| 2    | Niederlande | Daan Ferman Teun Beijnen Jan Huges Tjalling James Albert Ooiman Jaap Stenger Hans Kruyt Guus van Ditzhuyzen Koos Schouwenaar (Steuermann)                       | 6:59,0 min |                  |

#### Lauf 5
| Rang | Nation | Athleten | Zeit       | Qualifiziert für |
| ---- | ------ | --- | ---------- | ---------------- |
| 1    | Kanada | Frederick Hedges Frank Fiddes John Hand Herbert Richardson Jack Murdoch Athol Meech Edgar Norris William Ross John Donnelly (Steuermann) | 6:59,0 min | Viertelfinale    |

### Hoffnungslauf 2. Runde
Die Boote aus Dänemark und den Niederlanden wurden zur zweiten Hoffnungsrunde nicht zugelassen, weil sie bereits in der 1. Runde den Hoffnungslauf benötigt hatten.
| Rang | Nation      | Athleten | Zeit       | Qualifiziert für |
| ---- | ----------- | --- | ---------- | ---------------- |
| 1    | Polen       | Otto Gordziałkowski Stanisław Urban Andrzej Sołtan-Pereświat Marian Wodziański Janusz Ślązak Wacław Michalski Józef Łaszewski Henryk Niezabitowski Jerzy Skolimowski (Steuermann) | 6:24,6 min | Viertelfinale    |
| 2    | Argentinien | Ernesto Black Pedro Brise Armin Meyer Lázaro Iturrieta Federico Probst Leonel Sutton Irving Bond Gustavo Lanusse Alberto Errecalde (Steuermann)                                   | 6:33,0 min |                  |

### Viertelfinale

#### Viertelfinale 1
| Rang | Nation | Athleten | Zeit       | Qualifiziert für |
| ---- | ------ | --- | ---------- | ---------------- |
| 1    | Kanada | Frederick Hedges Frank Fiddes John Hand Herbert Richardson Jack Murdoch Athol Meech Edgar Norris William Ross John Donnelly (Steuermann)                                          | 6:37,4 min | Halbfinale       |
| 2    | Polen  | Otto Gordziałkowski Stanisław Urban Andrzej Sołtan-Pereświat Marian Wodziański Janusz Ślązak Wacław Michalski Józef Łaszewski Henryk Niezabitowski Jerzy Skolimowski (Steuermann) | 6:42,2 min |                  |

#### Viertelfinale 2
| Rang | Nation          | Athleten | Zeit       | Qualifiziert für |
| ---- | --------------- | --- | ---------- | ---------------- |
| 1    | Großbritannien  | Jamie Hamilton Guy Nickalls Felix Badcock Donald Gollan Harold Lane Gordon Killick Jack Beresford Harold West Arthur Sulley (Steuermann)  | 6:34,2 min | Halbfinale       |
| 2    | Deutsches Reich | Karl Aletter Ernst Gaber Wilhelm Reichert Erwin Hoffstätter Hermann Herbold Gustav Maier Robert Huber Hans Maier Fritz Bauer (Steuermann) | 6:42,8 min |                  |

#### Viertelfinale 3
| Rang | Nation             | Athleten | Zeit       | Qualifiziert für |
| ---- | ------------------ | --- | ---------- | ---------------- |
| 1    | Vereinigte Staaten | Marvin Stalder Jack Brinck Frank Frederick Bill Thompson William Dally James Workman Hubert Caldwell Peter Donlon Donald Blessing (Steuermann)                  | 6:32,8 min | Halbfinale       |
| 2    | Italien            | Medardo Lamberti Arturo Moroni Vittore Stocchi Guglielmo Carubbi Amilcare Canevari Medardo Galli Giulio Lamberti Benedetto Borella Angelo Polledri (Steuermann) | 6:44,4 min |                  |

### Halbfinale

#### Halbfinale 1
| Rang   | Nation             | Athleten | Zeit       | Qualifiziert für |
| ------ | ------------------ | --- | ---------- | ---------------- |
| 1      | Vereinigte Staaten | Marvin Stalder Jack Brinck Frank Frederick Bill Thompson William Dally James Workman Hubert Caldwell Peter Donlon Donald Blessing (Steuermann) | 6:02,0 min | Finale           |
| Bronze | Kanada             | Frederick Hedges Frank Fiddes John Hand Herbert Richardson Jack Murdoch Athol Meech Edgar Norris William Ross John Donnelly (Steuermann)       | 6:03,8 min |                  |

#### Halbfinale 2
| Rang | Nation         | Athleten | Zeit       | Qualifiziert für |
| ---- | -------------- | --- | ---------- | ---------------- |
| 1    | Großbritannien | Jamie Hamilton Guy Nickalls Felix Badcock Donald Gollan Harold Lane Gordon Killick Jack Beresford Harold West Arthur Sulley (Steuermann) | 6:23,6 min | Finale           |

### Finale
| Rang   | Nation             | Athleten | Zeit       |
| ------ | ------------------ | --- | ---------- |
| Gold   | Vereinigte Staaten | Marvin Stalder Jack Brinck Frank Frederick Bill Thompson William Dally James Workman Hubert Caldwell Peter Donlon Donald Blessing (Steuermann) | 6:03,2 min |
| Silber | Großbritannien     | Jamie Hamilton Guy Nickalls Felix Badcock Donald Gollan Harold Lane Gordon Killick Jack Beresford Harold West Arthur Sulley (Steuermann)       | 6:05,6 min |